# Христо Цицов
Христо Цицов, известен като Цицо, е един от водачите на гъркоманската партия в Гевгели в края на XIX век.

## Биография
Цицов по произход е влах от град Крушево. Занимава се с търговия в Гевгели и оглавява гъркоманската партия в града. При създаването на българската революционна организация Цицов активно работи срещу нея и се поставя в пълна услуга на османските власти. В стремежа си да отслабят българщината в Гевгели и срещу пари от сръбския консул в Солун, Цицов заедно с гъркоманите Пито Чохаджиев, влах от Крушево, Христо Биширов, Димо Главчев и Христо Тараляйков, се записват сърби и така спомагат за отварянето на сръбско училище в Гевгели в 1897 година. Заради това Цицов е осъден на смърт от ВМОРО. Гевгелийските ръководители учителите Илия Докторов, Иван Телятинов и Аргир Манасиев организират атентата. Убийството е извършено от терористите на Централния комитет на ВМОРО Андон Кьосето и Христо Джорлев на 28 май 1898 година пред очите на гевгелийския каймакамин Рамиз бей, който случайно се оказва до Цицов.
След атентата убийците се оттеглят невредими към Сехово, а в града са арестувани 23 души, от които са задържани за по-дълго време единствено дейците на българския комитет Гоце Чанов от Кукуш и кръчмарят Иван Ангов, а за физически убиец е набеден друг деец на ВМОРО Лазар Делев. Тримата престояват в затвора в Гевгели до ноември, когато Чанов е освободен, а другите двама са изпратени в Еди куле в Солун, където на 10 август 1899 година са освободени от съда, който ги признава за невинни, макар гръцкият консул и митрополията да настояват силно за осъждането им.